# بيتر سوليفان (لاعب اتحاد الرغبي)
بيتر سوليفان (بالإنجليزية: Peter Sullivan)‏ هو لاعب اتحاد الرغبي أسترالي، ولد في 19 مارس 1948 في نيوكاسل في أستراليا.